# Pallavolo ai XIV Giochi panamericani
La Pallavolo ai XIV Giochi panamericani si è svolta a Santo Domingo, nella Repubblica Dominicana, dall'1 al 17 agosto 2003. Hanno preso parte ai Giochi otto squadre maschili e altrettante femminili.

## Torneo maschile
Nella tabella a seguito le squadre qualificate per il torneo maschile:
| NORCECA                                     | CSV               | Paese ospitante |
| ------------------------------------------- | ----------------- | --------------- |
| Cuba Stati Uniti Porto Rico Barbados Canada | Brasile Venezuela | Rep. Dominicana |

## Torneo femminile
Nella tabella a seguito le squadre qualificate per il torneo femminile:
| NORCECA                             | CSV                    | Automatic qualifiers |
| ----------------------------------- | ---------------------- | -------------------- |
| Cuba Stati Uniti Porto Rico Messico | Brasile Perù Venezuela | Rep. Dominicana      |

## Podi
| Evento                      | Oro             | Argento | Bronzo      |
| Torneo maschile (dettagli)  | Venezuela       | Cuba    | Brasile     |
| Torneo femminile (dettagli) | Rep. Dominicana | Cuba    | Stati Uniti |